# Trichoniscus propinquus
Trichoniscus propinquus är en kräftdjursart som beskrevs av Carl 1908B. Trichoniscus propinquus ingår i släktet Trichoniscus och familjen Trichoniscidae. Inga underarter finns listade i Catalogue of Life.